# 胡鶚
胡鹗，號忍栢，直隶真定府獲鹿縣人。明朝政治人物、進士出身。

## 生平
万历十六年戊子科舉人，十七年（1589年）己丑成进士，吏部觀政，二十年二月初授行人司行人，二十四年丁憂。二十六年補原职，三十年（1602年）二月擢南京湖廣道監察御史，三十三年降为澤州判官，三十四年升陵县知县，三十六年升户部雲南司主事，調工部屯田司主事，三十九年升员外郎，提督通惠河道，四十年（1612年）升工部都水司郎中，七月外任衛輝府知府。

## 家族
曾祖胡倉。祖父胡雷。父胡一桂。